# South Bound Saurez
«South Bound Saurez» es la segunda canción del álbum In Through the Out Door de 1979, perteneciente a la banda de rock inglesa Led Zeppelin. El título de la canción contiene un error tipográfico, ya que se considera que saurez es un intento de escribir la palabra francesa soirée, que significa velada o fiesta. O puede referirse a Suárez una región productora de vino en Uruguay, al sur de América. Algunas de las letras de la canción avalan esta teoría, que mencionan que volaban en dirección sur (southbound), pero que estaban felices de tener los pies sobre la tierra otra vez, de ver caminar y hablar a una mujer.
La canción se centra en torno a John Paul Jones, que toca un instrumento parecido a la pianola, y la letra está acreditada al bajista y al cantante Robert Plant. South Bound Saurez es una de las dos canciones en las que no participa Jimmy Page en la composición (la otra es All My Love). En ese tiempo, Page y el baterista John Bonham pasaban mucho tiempo juntos, y raramente aparecían en el estudio cuando Jones y Plant empezaron a componer para In Through the Out Door. Jimmy cometió unos ligeros errores con la guitarra y con la canción, pero decidieron dejarlos como estaban.
South Bound Saurez nunca fue tocada en vivo en los conciertos de Led Zeppelin.